# 슬로우슨역
슬로우슨역(Slauson)은 로스앤젤레스 군 광역철도의 파란선의 고가 경전철 역이다. 이역은 플로렌스의 비법인지구에서 슬로우슨 애비뉴를 가로지르는 고가철도상에 하나의 섬식 승강장으로 구성되어 있다.
슬로우슨 역은 퍼시픽 전기철도(Pacific Electric Railway) 남부 지점의 주요 교차점에 지어졌으며, 슬로우슨 정션(Slauson Junction)이라고도 불리었다.

### 웨스트 샌타아나 브렌치 트랜싯 코리더
현재 계획에 따르면, 이 역은 메트로가 2028년 하계 올림픽까지 예정된 28개 계획(Twenty-eight by '28)중 하나로, 구상중인 웨스트 샌타아나 브렌치 트랜싯 코리더(West Santa Ana Branch Transit Corridor) 경전철 노선이 지나게 된다.

### 메트로 실버 라인
메트로 은선의 슬로우슨/I-110 역은 역에서 서쪽으로 약 3마일 거리에 있다. 승객은 서쪽행 메트로 러컬 버스 108번 또는 358번 노선을 사용하여 슬로우슨 애비뉴 및 브로드웨이 애비뉴에서 하차하여 은선으로 환승할 수 있다.

### 역 구조
| 승강장 | 파란선                          | ← 플로렌스 역 Florence Station ← 다운타운 롱비치 역행 (종착점행) |
| 승강장 | 섬식 승강장, 왼쪽 출입문이 열림 |                                                                  |
| 승강장 | 파란선                          | → 버넌 역 Vernon Station → 7th 스트리트/메트로센터 역행 (기점행) |

## 운행 정보

### 열차 운행 정보
파란선 운행 시간은 매일 오전 4시부터 오전 1시 까지이다.

### 연결 가능한 대중교통
- 메트로 로컬: 108, 358, 611

## 역세권 정보
- 오거스터스 F. 호킨스 자연 공원(Augustus F. Hawkins Natural Park)